# Cristiano Galindo
Cristiano Galindo de Carvalho conhecido como Cristiano Galindo (Trindade, 11 de janeiro de 1991) é um Fisioterapeuta, Terapia ocupacional e político brasileiro, filiado ao Solidariedade. Nas eleições de 2022, foi eleito deputado estadual em Goiás com 17.788 votos (0,63% dos votos válidos).